# Сапунар, Зорислав
Зорислав Сапунар (хорв. Zorislav Sapunar; 31 марта 1920, Ложища — 19 января 1988, Риека) — югославский инженер, преподаватель, автор учебников по физическим дисциплинам и первый ректор Риекского университета.

## Биография
Зорислав Сапунар родился в 1920 году в деревне на одном из хорватских островов в Адриатическом море. В возрасте 29 лет он получил диплом Белградского университета, окончив обучение на его машиностроительном факультете. Во время учёбы университете, пришедшейся на период течения Второй мировой войны, Сапунар активно участвовал в югославском народно-освободительном движении, за что после окончания войны и выпуска из университета получил должность заместителя директора одного из управлений при югославском правительстве. В 1951 году к этому посту прибавилась должность научного сотрудника конструкторского бюро аэродинамического отдела Генеральной авиационной дирекции СФРЮ. В 1952 году Зорислав Сапунар переехал в Риеку, где занял место преподавателя в двух школах, технической и педагогической. Спустя восемь лет в городе был открыт первый факультет, предоставлявший студентам возможность получить те или иные технические специальности, и Сапунар стал одним из его первых лекторов. Именно во время пребывания на факультете Сапунар написал свои первые учебники по физическим дисциплинам: «Nauka o Čvrstoći I» (1961), "Tehnička mehanika I−III " (1964—1965), «Nauka o Čvrstoći II» (1967), «Fizika. Udžbenik za učenike škola za kvalificirane radnike» (1967). В 1970 Зорислав Сапунар на два учебных года занял пост декана факультета, на котором вёл лекции, а в 1973 году стал первым ректором новосозданного Университета Риеки. Находяс в должности, Сапунар приступил к написанию учебников по статике, динамике и кинематике, законченных и опубликованных уже после освобождения им занимаемого места в 1976 году.